# Preparativi di nozze in campagna
Preparativi di nozze in campagna (in tedesco Hochzeitsvorbereitungen auf dem Lande) è un racconto scritto da Franz Kafka nel 1907 e pubblicato postumo da Max Brod. Tradotto in italiano da Gisella Tarizzo, è presente nella raccolta di Racconti a cura di Ervino Pocar in due capitoli interrotti e in una seconda più breve stesura in un solo capitolo, altrettanto interrotta. In realtà Max Brod, che ne ha curato la prima edizione, parla di tre stesure (di cui una in caratteri gotici) e di diverse interruzioni nel testo che anche l'edizione italiana segnala sulla base della numerazione delle pagine fatta dall'autore stesso.

## Edizioni
- Racconti, a cura di Ervino Pocar, "I Meridiani" Arnoldo Mondadori Editore, Milano 1970, pp. 55–85 e nota pp. 602–04.